# Remigia undata
Remigia undata là một loài bướm đêm trong họ Erebidae.